# Karl Schröder (Schriftsteller, 1884)
Karl Bernhard Fritz Schröder (* 13. November 1884 in Polzin; † 6. April 1950 in Berlin) war ein deutscher Politiker und Schriftsteller.

## Leben

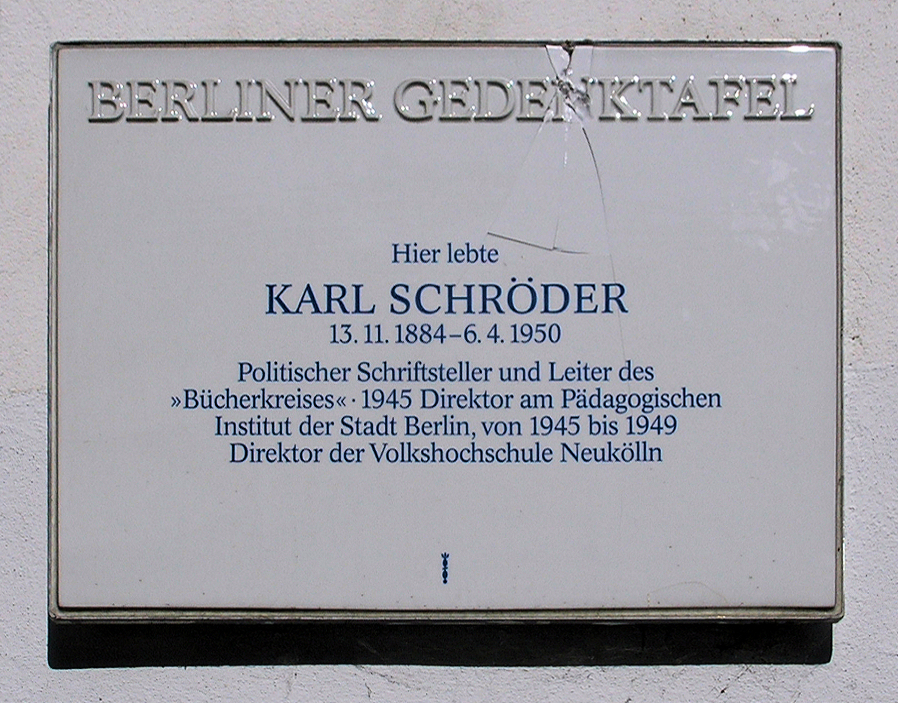
Berliner Gedenktafel am Haus Fuldastraße 37, in Berlin-Neukölln

Karl Schröder, Sohn des Lehrers Richard Schröder, besuchte das Gymnasium in Köslin, studierte in Berlin die Fächer Philosophie, Literaturwissenschaften, Geschichte und Kunstgeschichte. Er promovierte mit einer Dissertation über ein literaturgeschichtliches Thema an der Philipps-Universität Marburg. Danach arbeitete er als Privatlehrer. 1913 wurde er Mitglied der SPD und 1914 wissenschaftliche Hilfskraft im SPD-Zentralbildungsausschuss für die Arbeiterbildung. In dieser Zeit entstand seine Freundschaft mit Franz Mehring und sein Anschluss an die Arbeiterbewegung.
Nach der Teilnahme am Ersten Weltkrieg trat Karl Schröder 1918 dem Spartakusbund bei und wurde wenig später Redakteur des  KPD-Zentralorgans Rote Fahne. 1919 erfolgte sein Ausschluss aus der KPD wegen seiner linken Positionen. Im Jahr 1920 war Schröder ein Gründungsmitglied der KAPD. Neben Alexander Schwab stieg er zum führenden Mitglied sowie zum Herausgeber der Organe Kommunistische Arbeiter-Zeitung und Proletarier auf. In Moskau traf Schröder mit Lenin, Trotzki und Bucharin zusammen. Zunächst den Beitritt der KAPD zur Komintern unterstützend war Schröder am Ausschluss der föderalistischen Minderheit um Franz Pfemfert federführend beteiligt. Nach dem 3. Weltkongress der Komintern (22. Juni bis 12. Juli 1921) ging er auf Distanz zur Komintern und wurde 1922 als Kopf der Essener Richtung aus der KAPD von der Berliner Mehrheitsströmung ausgeschlossen.
Nach dem gescheiterten Versuch, eine Essener KAPD aufzubauen, kehrte Schröder noch im selben Jahr auf Veranlassung von Paul Levi wieder zur SPD zurück. In den folgenden Jahren war Karl Schröder als Romanautor, Lektor sozialdemokratischer Verlage und in der Arbeiterbildung – so bei der Sozialistischen Arbeiterjugend – tätig. Diese Tätigkeiten könnten, da Schröder seine linksradikalen Ansätze beibehielt und SAJ- und SPD-Mitglieder für diese zu gewinnen versuchte, als Entrismus gewertet werden.
Von Friedrich Wendel übernahm Karl Schröder im Jahr 1928 die Leitung der Berliner Buchgemeinschaft Der Bücherkreis, die er bis 1932 innehatte. (Beide kannten sich aus der Berliner Gruppe der KAPD.) Ebenfalls ab 1928 begann Schröder gemeinsam mit Alexander Schwab einen Kreis Gleichgesinnter um sich zu sammeln, aus welchem 1931/32 die rätekommunistischen Roten Kämpfer hervorgingen. Nach der Machtübernahme arbeitete Schröder in Berlin als Buchhändler. Die Gestapo zerschlug 1936 die Widerstandsgruppe Rote Kämpfer und verhaftete Schröder. Im folgenden Jahr wurde er zu vier Jahren Zuchthaus verurteilt und danach in mehreren Emslandlagern inhaftiert. Im KZ Börgermoor traf er seinen langjährigen Mitstreiter Alexander Schwab wieder und lernte Leonhard Oesterle kennen. Über die Zeit als Gefangener berichtet Schröder in Die letzte Station.
1945 dem Tode nahe, erholte sich Schröder wieder, arbeitete dann am Wiederaufbau des Berliner Schulwesens und der Erwachsenenbildung mit. Gleichzeitig versuchte er, in West-Berlin einen Kreis ehemaliger Roter-Kämpfer-Mitglieder um sich zu sammeln. 1948 trat er der SED bei, was nach Angaben von Genossen taktisch motiviert war, um eine Lektorenstelle beim Verlag Volk und Wissen zu bekommen.

## Veröffentlichungen
- J. G. Schnabels „Insel Felsenburg“. Buchdruckerei Chr. Schaaf, Marburg 1912. (Promotion Dr. phil.)

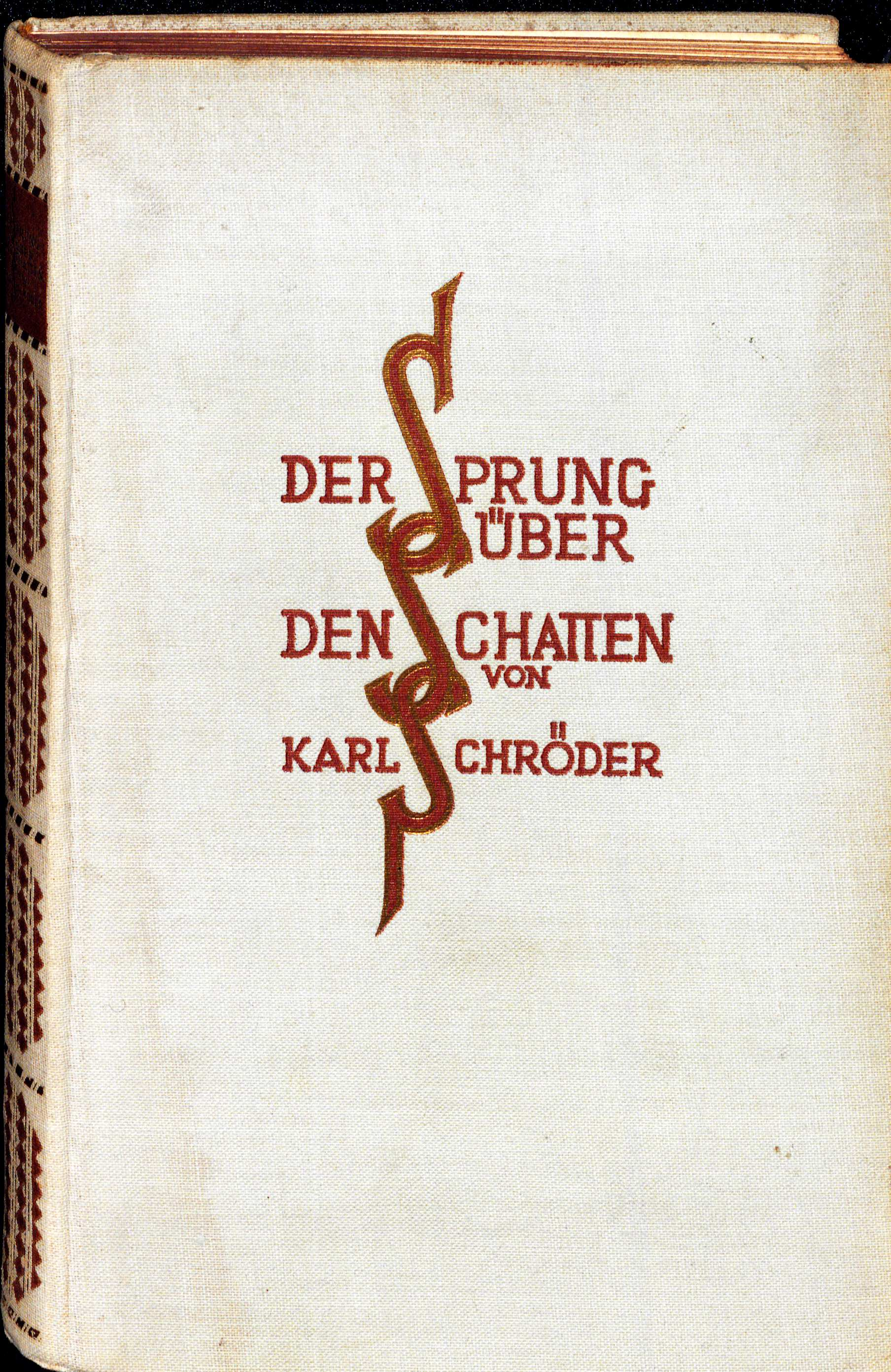
Der Sprung über den Schatten (1928)

- Vom Werden der neuen Gesellschaft.  Verlag der K.A.P.D., Berlin 1920.
- Wesen und Ziele der revolutionären Betriebs-Organisation. (Gemeinsam mit Friedrich Wendel). Vogel, Neukölln 1920.
- Der Sprung über den Schatten. Roman. Der Bücherkreis, Berlin 1928.
  - Der Sprung über den Schatten. Roman. Fränkische Tagespost, Nürnberg 1928.
  - Der Sprung über den Schatten. Roman. Gebr. Weiss Verlag, Berlin 1949.
- Aktien-Gesellschaft Hammerlugk. Erzählung. Büchergilde Gutenberg, Berlin 1928. (2. Aufl. 1930.)
- Die Geschichte Jan Beeks. Der Bücherkreis, Berlin 1929.
- Familie Markert. Eine Gesellschaftsstudie. 2 Bände. Der Bücherkreis, Berlin 1931.
- Klasse im Kampf.Roman. Büchergilde Gutenberg, Berlin 1932.
- Die letzte Station. Erzählung. Gebr. Weiss Verlag, Berlin 1947. Neuausgabe von Fietje Ausländer i. d. Schriftenreihe des Dokumentations- und Informationszentrums Emslandlager, Bd. 7. Edition Temmen, Bremen 1995 ISBN 3-86108-259-4. Mit Beiträgen von Habbo Knoch, Ursula Lamm u. Heinrich Scheel.